# Урмия (приток Тюя)
Урмия — река в России, протекает по Башкортостану и Пермскому краю. Устье реки находится в 35 км по левому берегу реки Тюй. Длина реки составляет 12 км.

## Данные водного реестра
По данным государственного водного реестра России относится к Камскому бассейновому округу, водохозяйственный участок реки — Уфа от Нязепетровского гидроузла до Павловского гидроузла, без реки Ай, речной подбассейн реки — Белая. Речной бассейн реки — Кама.
Код объекта в государственном водном реестре — 10010201112111100022906.